# Ernest Thorne
Ernest Arthur Thorne (* 7. Juni 1887 in London; † 18. November 1968 in Taplow) war ein britischer Tauzieher.

## Erfolge
Ernest Thorne war Polizist bei der City of London Police und nahm an den Olympischen Spielen 1920 in Antwerpen teil. Bei diesen trat er gemeinsam mit George Canning, Frederick Humphreys, Edwin Mills, John Sewell, James Shepherd, Fred Holmes und Harry Stiff an. Die Mannschaft, die ausschließlich aus Polizisten der City of London Police bestand, besiegte nacheinander die Mannschaften der Vereinigten Staaten, Belgiens und der Niederlande mit jeweils 2:0, womit Thorne und seine Mitstreiter als Olympiasieger die Goldmedaille erhielten.